# Ibrahim Diaky
Ibrahim Amuah Diaky (ur. 24 maja 1982 w Abidżanie) – piłkarz z Wybrzeża Kości Słoniowej; na boisku występuje jako pomocnik.

## Życiorys
Piłkarz ten karierę rozpoczynał w ASEC Mimosas, gdzie grał przez dwa lata. Później zdecydował się na przeprowadzkę do tunezyjskiego klubu Espérance Tunis. Kolejnym jego klubem był Al-Jazira, jednak po pół roku gry w tym klubie wypożyczono go do Al-Ain FC, a od sezonu 2006/07 ponownie został zawodnikiem Al-Jazira.
W swojej karierze Diaky rozegrał jeden mecz reprezentacji Wybrzeża Kości Słoniowej, w 2001 roku.